# Romantic
「Romantic」（ロマンティック）は、日本の女性シンガーソングライター・Rie fuの11枚目のシングル。

## 概要
前作「Home」以来約10か月ぶりとなる移籍第一弾シングル。初回仕様は本人直筆クリスマスカード封入。ジャケットはAirsideが担当。

## 収録曲
全作詞・作曲：Rie fu
1. Romantic
  - 作曲：☆Taku Takahashi
  - 編曲：☆Taku Takahashi, Hisashi Nawata
  - m-floの☆Taku Takahashiをプロデューサーに迎え、m-floのアルバム『BEAT SPACE NINE』の収録曲「Float'n Flow」以来の再びコラボ。自身の経験を元に作った。美大でロマン主義とかロマン派といった絵画を勉強していた時に、「ロマン主義」が「孤独と喜び」の様な対極的なことが共存しているという考え方だと学んだので、この曲のテーマにも合っていると思って付けた[1]。
2. In The Airplane
  - 編曲：上田禎、石崎光、東里起
3. Money Will Love You
  - 編曲：Rie fu